# الیز متیسن
الیز متیسن (به انگلیسی: Elise Matthysen) (زادهٔ ۱۳ ژوئیهٔ ۱۹۹۲) شناگر اهل بلژیک است.